# Evan David Jones
Evan David Jones CBE, FSA, también conocido como E. D. Jones (6 de diciembre de 1903 - 7 de marzo de 1987) fue un escritor y editor galés que presidió la Biblioteca Nacional de Gales en Aberystwyth entre 1958 y 1969.

## Biografía
En 1958 fue nombrado presidente de la Biblioteca Nacional, la biblioteca depositaria de Gales. Jones era biógrafo y, como tal, escribió varios artículos sobre personalidades destacadas de Gales para el Dictionary of Welsh Biography (Diccionario de Biografías Galesas). Algunas de sus entradas más destacadas incluyen la biografía de Evans Lewis, el puritano David Jones y Joseph Harris.
Jones también compuso Victorian and Edwardian Wales from Old Photographs. En 1953 editó la obra del poeta bardo galés Lewis Glyn Cothi como parte de un proyecto conjunto entre la Biblioteca Nacional de Gales y la Junta de University of Wales Press.